# Puerta de Sevilla (Carmona)
La puerta de Sevilla es un antiguo acceso de la muralla de Carmona, provincia de Sevilla, Andalucía, España. Está enmarcada en una pequeña fortaleza (en árabe al-qasar, alcázar). Ha sido conocido también como Alcázar de Abajo, porque en la parte más alta de la ciudad está el Alcázar del Rey Don Pedro.

## Historia
Las antiguas murallas carmonenses abarcaban un recinto de casi 50 hectáreas. La Puerta de Sevilla estaba situada al oeste, que era la zona de más fácil acceso a la ciudad, por lo que la puerta se fortificó para hacerla casi inexpugnable.
Se conocen datos de fortificaciones en esta zona desde el siglo XIV y el siglo XII a. C. Los cartagineses comenzaron a edificar el edificio actual entre el 237 y el 206 a. C. y cuando los romanos conquistaron la zona, reformaron esta fortaleza. La obra romana se centró en la construcción de la entrada grande que hay actualmente, con un sencillo arco de medio punto, y en la creación de otra pequeña puerta (poterna) que hay al norte. Entre los siglos XI y XII los almohades construyeron arcos de herradura en las partes interior y exterior de la puerta principal, así como aljibes, muros y barbacanas.
Cuando los Reyes Católicos reconquistaron Málaga, el alcaide musulmán Amet-el Zegrí fue llevado preso al Alcázar de Abajo, donde vivió cautivo en una de sus torres.
El edificio fue restaurado por completo entre 1973 y 1975. En 1996 el entorno se peatonalizó y el recinto se usó como centro de atención al turismo.

## Características
La torre del homenaje, más ancha, cuenta en su interior con dos cámaras. La torre más alta ha sido apodada como torre del Oro (no confundir como la homónima de Sevilla). El recinto cuenta con un patio en el centro del cual hay un aljibe excavado en la roca con seis lumbreras alrededor. Este patio es llamado patio de los Aljibes. Hay cuatro grandes salas, que son el Intervalum, el salón de los Presos Alto, el salón de los Presos Bajo y la sala de los Sillares. El salón de los Presos es de la época almohade, pero fue modificado en los siglos XIV y XV.